# La Vernarède
La Vernarède – miejscowość i gmina we Francji, w regionie Oksytania, w departamencie Gard.
Według danych na rok 1990 gminę zamieszkiwało 440 osób, a gęstość zaludnienia wynosiła 79 osób/km² (wśród 1545 gmin Langwedocji-Roussillon La Vernarède plasuje się na 545. miejscu pod względem liczby ludności, natomiast pod względem powierzchni na miejscu 984.).